# NGC 938
NGC 938 ist einer Elliptische Galaxie vom Hubble-Typ E/S0 im Sternbild Widder auf der Ekliptik. Sie ist schätzungsweise 188 Millionen Lichtjahre von der Milchstraße entfernt und hat einen Durchmesser von etwa 95.000 Lichtjahren. Vom Sonnensystem aus entfernt sich die Galaxie mit einer errechneten Radialgeschwindigkeit von näherungsweise 4.100 Kilometern pro Sekunde.
Die Typ-Ia-Supernova SN 2015ab wurde hier beobachtet.
Sie gilt als Mitglied der elf Galaxien zählenden Lyons Groups of Galaxies LGG 61 um  NGC 976. Im selben Himmelsareal befinden sich unter anderem die Galaxien NGC 924, NGC 930, PGC 9475, PGC 3090058.
Das Objekt wurde von dem deutsch-dänischen Astronomen Heinrich d’Arrest am 30. Dezember 1863 mithilfe eines 27,5-cm-Teleskops entdeckt.